# إييتشيرو يامادا
إييتشيرو يامادا (باليابانية: 山田 栄一郎) (مواليد 15 يونيو 1971)، هو لاعب كرة قدم سابق كان يلعب كحارس مرمى.